# 8962 Noctua
8962 Noctua è un asteroide della fascia principale. Scoperto nel 1960, presenta un'orbita caratterizzata da un semiasse maggiore pari a 3,1982702 UA e da un'eccentricità di 0,0758658, inclinata di 4,75772° rispetto all'eclittica.